# أنتوني برايس
أنتوني برايس (بالإنجليزية: Antony Price)‏ هو مصمم أزياء بريطاني، ولد في 1945 في كيثلي ‏ في المملكة المتحدة.